# Temple de Logan
Le temple de Logan ou temple mormon de Logan est un temple de l'Église de Jésus-Christ des saints des derniers jours situé dans la ville de Logan dans l'Utah. Construit en 1884, c'est le 4e temple mormon à avoir été construit, et le deuxième encore debout. Il est classé en tant que Registre national des lieux historiques depuis 1975.